# 斉田晃平
斉田 晃平（さいた こうへい、1989年2月22日 - ）は、日本のラグビーユニオン選手。

## プロフィール
- 宮城県仙台市出身。
- ポジションはロック(LO)、フランカー(FL)。
- 身長 186cm、体重 100kg
- ニックネームはサイタ。
- 7人制日本選抜に選ばれたことがある[1]
- U20日本代表スコッドに選ばれたことがある[2]。
- 弟の倫輝もラグビー選手[3]。

## 略歴
高校からラグビーを始めた。
2007年、仙台工業高校卒業後、大東文化大学に入る。なお仙台工業高校時代、東北高校選抜のセレクション合宿に参加したことがある。
2011年、大東文化大学卒業後、ヤマハ発動機ジュビロに加入。
2013年10月26日に行われたジャパンラグビートップリーグ第7節のキヤノンイーグルス戦にて途中出場で公式戦初出場を果たす。
2019年、ヤマハ発動機ジュビロを退団した。